# Floing, Ardennes
Floing är en kommun i departementet Ardennes i regionen Grand Est (tidigare regionen Champagne-Ardenne) i nordöstra Frankrike. Kommunen ligger  i kantonen Sedan-Nord som ligger i arrondissementet Sedan. År 2022 hade Floing 2 277 invånare.

## Befolkningsutveckling
Antalet invånare i kommunen Floing
Referens: INSEE